# Albany (Louisiana)
Albany és una població dels Estats Units a l'estat de Louisiana. Segons el cens del 2000 tenia 865 habitants.

## Demografia
Segons el cens del 2000, Albany tenia 865 habitants, 371 habitatges, i 234 famílies. La densitat de població era de 300,9 habitants per km².
Dels 371 habitatges en un 32,1% hi vivien nens de menys de 18 anys, en un 47,4% hi vivien parelles casades, en un 11,1% dones solteres, i en un 36,7% no eren unitats familiars. En el 32,1% dels habitatges hi vivien persones soles el 16,7% de les quals corresponia a persones de 65 anys o més que vivien soles. El nombre mitjà de persones vivint en cada habitatge era de 2,33 i el nombre mitjà de persones que vivien en cada família era de 2,92.
Per edats la població es repartia de la següent manera: un 25,7% tenia menys de 18 anys, un 9,7% entre 18 i 24, un 29,7% entre 25 i 44, un 20,3% de 45 a 60 i un 14,6% 65 anys o més.
L'edat mediana era de 34 anys. Per cada 100 dones de 18 o més anys hi havia 89,1 homes.
La renda mediana per habitatge era de 25.208 $ i la renda mediana per família de 39.167 $. Els homes tenien una renda mediana de 35.000 $ mentre que les dones 21.111 $. La renda per capita de la població era de 16.407 $. Entorn del 14,3% de les famílies i el 20,3% de la població estaven per davall del llindar de pobresa.

## Poblacions més properes
El següent diagrama mostra les poblacions més properes.